# 브라이언 데이빗

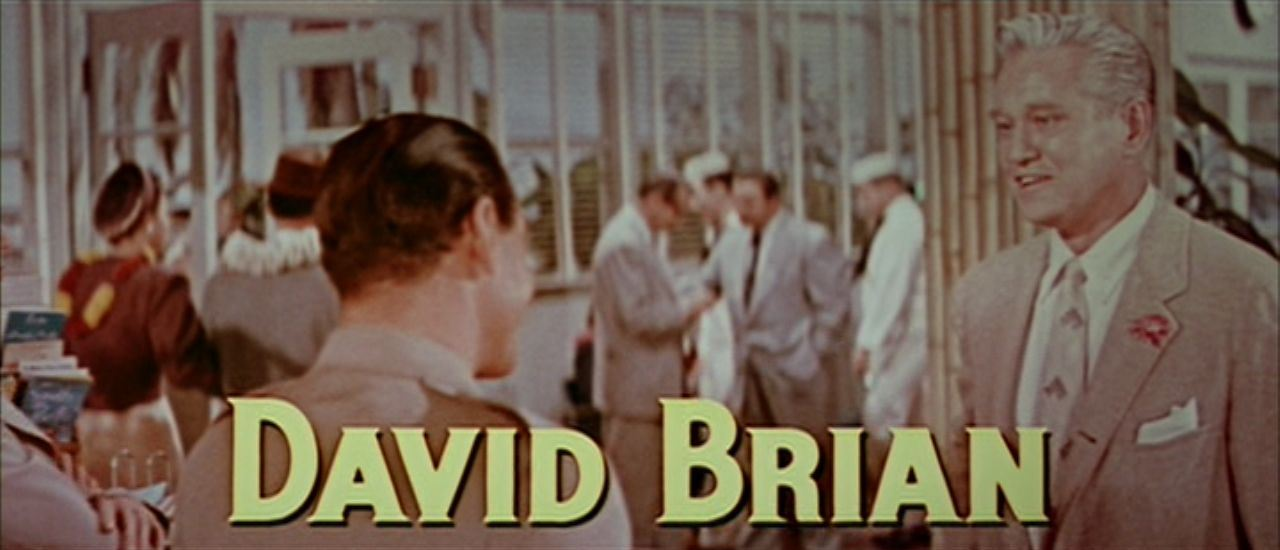

브라이언 데이빗(David Brian, 1914년 8월 5일 ~ 1993년 7월 15일)은 미국의 영화배우, 배우, 텔레비전 배우이다.
뉴욕에서 태어났으며 셔먼오크스에서 사망하였다. 사인은 암이다.

## 영화
- 리스트커터스 - 러브 스토리 (2006년)
- 롱기스트 야드 (2005년)
- 비앤비 (1987년)